# Canone inverso (romanzo)
(Paolo Maurensig, Canone inverso)
Canone inverso è il secondo romanzo di Paolo Maurensig, pubblicato nel 1996 a Milano dalla Arnoldo Mondadori Editore. 
Dal romanzo è stato tratto il film omonimo diretto da Ricky Tognazzi.

## Trama
A Londra, nel 1986, un distinto signore si aggiudica un antico violino ad un'asta da Christie's. Lo strumento è un pezzo unico nel suo genere, prezioso ed elegante: uno Jakob Stainer, la cui maggiore particolarità è una testina antropomorfa intagliata sul cavigliere al posto della tradizionale chiocciola. Presto quest'uomo viene raggiunto in hotel da un secondo personaggio, un anonimo romanziere che chiede informazioni su quel misterioso violino: lo scrittore sostiene infatti che quello strumento sarebbe l'elemento chiave di un'oscura ed enigmatica esperienza vissuta qualche tempo prima nel quartiere di Grinzing a Vienna. 
Comincia così un primo flashback narrato dallo scrittore, che riporta la narrazione indietro di un anno: è il 28 agosto 1985 e ed egli si trova nella capitale austriaca in occasione del trecentesimo anniversario della nascita di Bach. Di sera incontra in un'osteria di Grinzing un eccellente ed eccentrico violinista ambulante, che intrattiene i clienti in cambio di offerte, eseguendo con meravigliosa naturalezza la complicatissima Ciaccona di J.S. Bach. Qualche tempo dopo, incuriosito da un così strano personaggio, il romanziere riesce a incontrare nuovamente l'artista domandandogli come un così illustre talento si sia potuto ridurre a suonare in bettole e taverne a servizio di un pubblico spesso rozzo e ignorante. Comincia così una seconda analessi, nel quale il violinista, che afferma di chiamarsi Jenő Varga e di essere ungherese, racconta la propria vita, dall'infanzia nella casa della madre vedova, all'adolescenza nel Collegium Musicum fuori Vienna, sempre alla ricerca della perfezione nella musica e tentando di ritrovare l'amata violinista Sophie Hirschbaum. In collegio Jenő conosce Kuno Blau, un coetaneo aristocratico austriaco dalle grandissime doti musicali, anch'egli con la passione del violino.
Terminati gli studi, Jenő è invitato a trascorrere l'estate al castello dell'amico, a Hofstain in Tirolo, dove viene a conoscenza della leggenda di un membro della casata Blau, l'alchimista Gustav, zio di Kuno, il quale si dice sia morto e risuscitato. Durante la permanenza al castello Jenő conosce l'anziana baronessa, costretta in sedia a rotelle e affetta da demenza senile, il severo barone Blau e la bella moglie di questi, il dottor Egony, monsignor Ciliani e il borgomastro Klotz; ma soprattutto Jenő constata la fine dell'amicizia tra lui e Kuno. Fuggito dal castello, il giovane ungherese vive in prima persona l'Anschluss tedesco, viene arruolato nell'esercito e mandato in guerra. Alla fine, tornato dal fronte russo, afferma di aver seguito la divina Sophie Hirschbaum (nella morte?), morta nel 1946. Detto ciò, il violinista fa perdere le proprie tracce. 
Fortemente colpito dall'ultima affermazione, il romanziere decide di raggiungere Nagyrét, città natia di Jenő, dove scopre che costui era morto nel 1947. Solo alla fine del romanzo si scopre che il misterioso acquirente del violino è Gustav Blau, e che l'enigmatico violinista ambulante era suo nipote Kuno che, ormai anziano e affetto da schizofrenia, alternava la propria personalità con quella del vecchio amico Jenő.

## Focalizzazione e punto di vista
Si hanno 3 narratori:
- l'io narrante ed acquirente del violino (all'inizio ed alla fine del romanzo), che alla fine del romanzo si scoprirà essere Gustav Blau;
- lo scrittore e musicista dilettante, il cui nome non viene mai fatto ma potrebbe nascondere lo stesso Maurensig, autore del libro nonché violoncellista dilettante;
- Jenő Varga (nonché Kuno Blau).[1]

## Edizioni
- Paolo Maurensig, Canone inverso, collana Oscar bestsellers, Arnoldo Mondadori Editore, 2007,  p. 172, ISBN 978-88-04-44892-1.
- Paolo Maurensig, Canone inverso, I Miti, Arnoldo Mondadori Editore, 1997,  p. 168, ISBN 88-04-43219-5.